# Onitis pecuarius
Onitis pecuarius là một loài bọ cánh cứng trong họ Bọ hung (Scarabaeidae).